# NGC 1312
NGC 1312 é uma estrela dupla na direção da constelação de Taurus. O objeto foi descoberto pelo astrônomo Sydney Coolidge em 1859, usando um telescópio refrator com abertura de 15 polegadas. 